# Jean Humbert de Superville
Jean Humbert de Superville (Amsterdam, 7 mai 1734 – enterré à Amstelveen, 22 septembre 1794) était un peintre néerlandais d'origine suisse et française. Il était surtout connu comme portraitiste.

## Biographie
Il était le fils de Pierre Humbert, commerçant genevois qui s'était établi en 1706 comme libraire et éditeur à Amsterdam, et de sa seconde épouse Émilie de Superville, fille d'un huguenot originaire de Saumur (et qui s'était enfui en 1685 aux Pays-Bas), le théologien calviniste Daniel de Superville.
Humbert étudia à Paris auprès du peintre Jean Fournier puis vraisemblablement auprès de Joseph-Marie Vien. En 1761 ou 1762 il quitta Amsterdam pour La Haye. En 1767, il commença à étudier à l'académie de dessin d'une association locale de peintres, la Confrérie Pictura. En 1787, il en fut élu régent et même, en 1792, il se vit placé à la tête de l'association.
Il peignit surtout des scènes historiques, des sujets mythologiques et des portraits. Il a peint entre autres Abraham du Bois (1760) directeur de la Compagnie néerlandaise des Indes orientales, Hendrik baron Fagel (1766) et Belle van Zuylen (1769). Le portrait de du Bois était à l'origine accroché à la Chambre de commerce des Indes orientales à Rotterdam, mais il se trouve maintenant au Rijksmuseum d'Amsterdam.
Humbert a conçu la façade richement décorée de l'hôtel de ville de la Haye à l'occasion du mariage entre le stathouder Guillaume V d'Orange-Nassau et Wilhelmine de Prusse en 1767. Il a également peint une salle à la Cour de justice de La Haye. Une œuvre de Humbert était accrochée dans les appartements du stathouder au Binnenhof mais elle a été enlevée vers 1808, avec une série d'autres tableaux, au cours d'une transformation ordonnée par le roi Louis Ier, qui en 1806 avait fait un palais royal de la résidence du stathouder.
En 1768 il épousa Élisabeth Antoinette Deel qui lui donna sept enfants, dont deux devinrent célèbres :
- Jean-Émile Humbert, ingénieur militaire et archéologue qui a redécouvert la cité perdue de Carthage
- David Pierre Giottino Humbert de Superville, savant artiste qui est l'auteur de l'Essai sur les signes inconditionnels l'art, ouvrage qui a exercé une grande influence.